# 宇都宮連隊区
宇都宮連隊区（うつのみやれんたいく）は、大日本帝国陸軍の連隊区の一つ。前身は宇都宮大隊区である。栃木県全域の徴兵・召集等兵事事務を担任した。茨城県の一部を管轄した時期もあった。実務は宇都宮連隊区司令部が執行した。1945年（昭和20年）、同域に宇都宮地区司令部が設けられ、地域防衛体制を担任した。

## 沿革
1888年（明治21年）5月14日、大隊区司令部条例（明治21年勅令第29号）によって宇都宮大隊区が設けられ、陸軍管区表（明治21年勅令第32号）により栃木県全域と茨城県の一部が管轄区域に定められた。第一師管第二旅管に属した。この時、茨城県の残り区域は水戸大隊区に属していた。
1896年（明治29年）4月1日、宇都宮大隊区は連隊区司令部条例（明治29年勅令第56号）によって連隊区に改組され、旅管が廃止となり近衛師管に属した。
1899年（明治32年）4月1日、近衛師管が廃止され、宇都宮連隊区は再び第一師管に属した。1903年（明治36年）2月14日、再び師管と連隊区の間に旅管が設けられ、宇都宮連隊区は第一師管第二旅管に属した。
日本陸軍の内地19個師団体制に対応するため陸軍管区表が改正（明治40年9月17日軍令陸第3号）され、1907年（明治40年） 10月1日、宇都宮連隊区は第十四師管第二十七旅管に移り、管轄の茨城県三郡を水戸連隊区へ移管し、管轄は栃木県全県となる。
1925年（大正14年）4月6日、日本陸軍の第三次軍備整理に伴い陸軍管区表が改正（大正14年軍令陸第2号）され、同年5月1日、旅管は廃され引き続き第十四師管の所属となった。
1940年（昭和15年）8月1日、それまで師団番号に依る師管名であったのを地名による宇都宮師管と改め、宇都宮連隊区はそれに属した。また、師管の上に軍管区が設けられた。宇都宮連隊区の属する宇都宮師管は東部軍管区管下となった。
1945年には作戦と軍政の分離が進められ、軍管区・師管区に司令部が設けられたのに伴い、同年3月24日、連隊区の同域に地区司令部が設けられた。地区司令部の司令官以下要員は連隊区司令部人員の兼任である。同年4月1日、宇都宮師管は宇都宮師管区と改称された。

## 管轄区域の変遷
1888年5月14日、陸軍管区表（明治21年勅令第32号）が制定され、宇都宮大隊区の管轄区域が次のとおり定められた。
- 栃木県

全県
- 茨城県

真壁郡・結城郡・岡田郡・豊田郡・猿島郡・西葛飾郡
1896年4月1日、連隊区へ改組された際、管轄区域に変更はなかったが、同年12月、郡制施行による郡の統廃合により陸軍管区表が改正（明治29年12月4日勅令第381号）され、1897年（明治30年）4月1日に茨城県結城郡・岡田郡・豊田郡が結城郡に、猿島郡・西葛飾郡が猿島郡に変更された。変更後の管轄区域は次のとおり。
- 栃木県

全県
- 茨城県

真壁郡・結城郡・猿島郡
1907年10月1日、水戸連隊区へ茨城県区域を移管し、栃木県全域を管轄とした。その後、管轄区域は廃止されるまで変更されなかった。

## 司令官
| 代           | 氏名       | 階級     | 在任期間               | 出身校・期 | 前職                                     | 後職                     | 備考               |
| ------------ | ---------- | -------- | ---------------------- | ---------- | ---------------------------------------- | ------------------------ | ------------------ |
| 宇都宮大隊区 |            |          |                        |            |                                          |                          |                    |
| 心得         | 岩崎之紀   | 歩兵大尉 | 1888.5.14 - 1889.11.2  | 長野県     | 近衛歩兵第4連隊                          | 歩兵第2連隊附            |                    |
| 心得         | 殿井隆興   | 歩兵大尉 | 1889.11.28 - 1891.4.11 | 奈良県     | 長野大隊区司令官心得                     | 歩兵第15連隊附           |                    |
| 心得         | 岡泰卿     | 歩兵大尉 | 1891.4.14 - 1895.7.30  | 島根県     | 本郷大隊区副官                           | 佐倉大隊区司令官         |                    |
|              | 大内守静   | 歩兵少佐 | 1895.6.17 -            | 福島県     | 歩兵第2旅団副官                          |                          |                    |
|              | 湯地弘     | 歩兵中佐 | 1896.1.11 - 1896.3.12  | 鹿児島県   | 第1師団司令部附 兼第一師団兵站基地司令官 | 台湾守備隊歩兵第1連隊長  |                    |
| 宇都宮連隊区 |            |          |                        |            |                                          |                          |                    |
|              | 安西恕     | 歩兵少佐 | 1896.4.1 - 1897.5.11   | 愛媛県     | 近衛歩兵第4連隊附                        | 歩兵第41連隊第1大隊長    |                    |
|              | 大塚貫一   | 歩兵少佐 | 1897.5.11 - 1898.5.25  | 熊本県     | 参謀本部編纂部部員                       | 近衛歩兵第3連隊第2大隊長 |                    |
|              | 平尾信壽   | 歩兵中佐 | 1898.5.25 - 1899.12.1  | 佐賀県     | 高知連隊区司令官                         | 本郷連隊区司令官         |                    |
|              | 北川柳造   | 砲兵少佐 | 1899.12.1 - 1902.10.1  | 高知県     | 弘前陸軍兵器支廠長                       |                          |                    |
|              | 千田貞幹   | 歩兵中佐 | 1902.10.1 - 1903.9.23  | 陸士旧1期  | 近衛歩兵第1連隊大隊長                    | 歩兵第15連隊長           |                    |
|              | 深堀順藏   | 歩兵少佐 | 1903.10.3 - 1906.1.17  | 陸士旧5期  | 近衛歩兵第1連隊大隊長                    | 死去                     |                    |
|              | 越野季五郎 | 歩兵中佐 | - 1906.3.2             | 福岡県     |                                          | 休職                     |                    |
|              | 椿冕       | 歩兵中佐 | 1906.3.6 - 1907.3.15   | 陸士旧3期  |                                          | 本郷連隊区司令官         |                    |
|              | 宍戸民輔   | 歩兵中佐 | 1907.3.15 - 1910.11.30 | 陸士旧2期  | 台湾守備歩兵第1大隊長                    | 予備役                   |                    |
|              | 山岡金藏   | 歩兵中佐 | 1910.11.30 - 1912.9.28 | 陸士旧10期 | 近衛歩兵第4連隊附                        | 予備役                   |                    |
|              | 種子田秀実 | 歩兵大佐 | 1912.9.28 - 1913.8.22  | 陸士3期    |                                          | 歩兵第8連隊長            |                    |
|              | 津田次郎   | 歩兵中佐 | 1913.8.22 - 1916.4.1   | 陸士4期    | 歩兵第25連隊附                           | 歩兵第52連隊長           |                    |
|              | 橋本哲臣   | 歩兵中佐 | 1916.4.1 - 1917.8.6    | 陸士4期    |                                          |                          |                    |
|              | 有岡杢太郎 | 歩兵中佐 | 1917.8.6 - 1919.7.25   | 陸士9期    | 歩兵第59連隊附                           | 歩兵第28連隊長           |                    |
|              | 松田善衛   | 歩兵中佐 | 1919.7.25 - 1921.10.11 | 陸士9期    | 陸軍省副官                               | 歩兵第22連隊長           |                    |
|              | 十時惟孝   | 歩兵中佐 | 1921.10.11 - 1923.8.6  | 陸士10期   |                                          | 歩兵第59連隊長           |                    |
|              | 斎藤泰治   | 歩兵大佐 | 1923.8.6 - 1925.5.1    | 陸士13期   |                                          | 歩兵第76連隊長           |                    |
|              | 大野要     | 歩兵大佐 | 1925.5.1 - 1926.3.2    | 陸士10期   |                                          | 歩兵第26連隊長           |                    |
|              | 早川鯉三郎 | 歩兵大佐 | 1926.3.2 - 1927.7.26   | 陸士12期   |                                          |                          |                    |
|              | 大川壽賀   | 歩兵大佐 | 1927.7.26 - 1929.8.1   | 陸士13期   |                                          | 歩兵第23連隊長           |                    |
|              | 飯田延太郎 | 歩兵大佐 | 1929.8.1 - 1930.8.1    | 陸士14期   |                                          |                          |                    |
|              | 天谷直次郎 | 歩兵大佐 | 1933.8.1 - 1935.3.15   | 陸士21期   |                                          | 歩兵第42連隊長           |                    |
|              | 板津直純   | 歩兵大佐 | 1935.3.15- 1937.3.1    | 陸士19期   |                                          |                          |                    |
|              | 下山源平   | 歩兵大佐 | 1937.3.1 - 1939.3.9    | 陸士22期   | 第1師団司令部附 兼立正大学服務           | 鎮海湾要塞司令官         |                    |
|              | 岡部通     | 歩兵大佐 | 1939.3.9 - 1940.10.1   | 陸士23期   |                                          | 歩兵第13連隊長           |                    |
|              | 藤岡彦衛   | 歩兵大佐 | 1940.10.1 - 1945.3.31  | 陸士24期   |                                          | 宇都宮地区司令部部員     |                    |
|              | 湯浅政雄   | 少将     | 1945.3.31 - 終戦       | 陸士19期   |                                          |                          | 兼宇都宮地区司令官 |